# Campionati del mondo di canottaggio 2014
I Campionati del mondo di canottaggio 2014 si sono svolti tra il 24 agosto e il 31 agosto 2014 al lago Bosbaan ad Amsterdam, nei Paesi Bassi.

## Podi

### Uomini
| Evento                         | Oro | Tempo   | Argento | Tempo   | Bronzo | Tempo   |
| Singolo                        | Ondřej Synek | 6'37"12 | Mahé Drysdale | 6'37"85 | Ángel Fournier | 6'44"31 |
| Due senza                      | Nuova Zelanda Eric Murray Hamish Bond | 6'09"34 | Gran Bretagna James Foad Matt Langridge | 6'13"75 | Sudafrica Vincent Breet Shaun Keeling | 6'16"85 |
| Due con                        | Nuova Zelanda Eric Murray Caleb Shepherd Hamish Bond | 6'33"26 | Gran Bretagna Alan Sinclair Henry Fieldman Scott Durant                                                                                                | 6'43"45 | Germania Peter Kluge Jonas Wiesen Alexander Egler | 6'45"85 |
| Due di coppia                  | Croazia Martin Sinković Valent Sinković | 6'00"52 | Italia Romano Battisti Francesco Fossi | 6'04"42 | Australia James Mcrae Alexander Belonogoff | 6'04"43 |
| Quattro senza                  | Gran Bretagna Mohamed Sbihi George Nash Alex Gregory Andrew Triggs Hodge                                                                                   | 5'40"24 | Stati Uniti Michael Gennaro Henrik Rummel Grant James Seth Weil                                                                                        | 5'42"90 | Australia Joshua Dunkley-Smith Spencer Turrin Fergus Pragnell Alexander Lloyd                                                                                        | 5'43"47 |
| Quattro di coppia              | Ucraina Artem Morozov Oleksandr Nadtoka Dmytro Mikhay Ivan Dovhovko                                                                                        | 5'32"26 | Gran Bretagna Sam Townsend Charles Cousins Graeme Thomas Peter Lambert                                                                                 | 5'32"35 | Germania Tim Grohmann Kai Fuhrmann Karl Schulze Philipp Wende | 5'36"97 |
| Otto                           | Gran Bretagna Matthew Tarrant William Satch Matthew Gotrel Pete Reed Paul Bennett Tom Ransley Nathaniel Reilly-O'Donnell Phelan Hill Constantine Louloudis | 5'24"11 | Germania Malte Jakschik Andreas Kuffner Felix Drahotta Richard Schmidt Eric Johannesen Maximilian Reinelt Max Planer Martin Sauer Felix Wimberger      | 5'24"77 | Polonia Mateusz Wilangowski Marcin Brzezinski Robert Fuchs Krystian Aranowski Michal Szypakowski Mikolaj Burda Zbigniew Schodowski Daniel Trojanowski Piotr Juszczak | 5'26"90 |
| Singolo pesi leggeri           | Marcello Miani | 6'43"37 | Lars Hartig | 6'46"73 | Michael Schmid | 6'50"88 |
| Due senza pesi leggeri         | Svizzera Simon Niepmann Lucas Tramer | 6'22"91 | Francia Augustin Mouterde Thomas Baroukh | 6'25"02 | Gran Bretagna Jonathan Clegg Sam Scrimgeour | 6'25"48 |
| Due di coppia pesi leggeri     | Sudafrica James Thompson John Smith | 6'05"36 | Francia Stany Delayre Jérémie Azou | 6'05"45 | Norvegia Kristoffer Brun Are Strandli | 6'05"79 |
| Quattro senza pesi leggeri     | Danimarca Jacob Larsen Jacob Barsøe Kasper Winther Morten Joergensen                                                                                       | 5'47"15 | Nuova Zelanda Alistair Bond Peter Taylor James Hunter Curtis Rapley                                                                                    | 5'48"76 | Gran Bretagna Peter Chambers Richard Chambers Mark Aldred Chris Bartley                                                                                              | 5'49"58 |
| Quattro di coppia pesi leggeri | Grecia Georgios Konsolas Spyridon Giannaros Ioannis Petrou Eleftherios Konsolas                                                                            | 5'42"75 | Germania Daniel Lawitzke Max Roegen Jost Schoemann-Finck Konstantin Steinhuebel                                                                        | 5'45"65 | Cina Hui Li Bin Tian Tiexin Wang Tianfeng Dong | 5'46"69 |
| Otto pesi leggeri (dettagli)   | Germania Tobias Franzmann Simon Barr Torben Neumann Stefan Wallant Daniel Wisgott Jonas Kilthau Sven Kessler Can Temel Frederik Böhm                       | 5'31"29 | Italia Luca De Maria Vincenzo Serpico Jiri Vlcek Leone Barbaro Livio La Padula Armando Dell’Aquila Guido Gravina Giorgio Tuccinardi Gianluca Barattolo | 5'33"87 | Turchia Mert Kaan Kartal Bayram Sönmez Cem Yılmaz Burak Özdemir Ahmet Yumrukaya Engin Özkan Hüseyin Kandemir Dogsah Boluk Kaan Şahin                                 | 5'34"20 |

### Donne
| Evento                         | Oro | Tempo   | Argento | Tempo   | Bronzo                                                                                         | Tempo   |
| Singolo                        | Emma Twigg | 7'14"95 | Kim Crow | 7'17"33 | Jingli Duan                                                                                    | 7'22"57 |
| Due senza                      | Gran Bretagna Helen Glover Heather Stanning | 6'50"61 | Stati Uniti Megan Kalmoe Kerry Simmonds | 6'52"87 | Nuova Zelanda Louise Trappitt Rebecca Scown                                                    | 6'54"79 |
| Due di coppia                  | Nuova Zelanda Fiona Bourke Zoe Stevenson | 6'38"04 | Polonia Magdalena Fularczyk Natalia Madaj | 6'39"36 | Australia Olympia Aldersey Sally Kehoe                                                         | 6'41"71 |
| Quattro senza                  | Nuova Zelanda Kelsey Bevan Grace Prendergast Kayla Pratt Kerri Gowler                                                                                  | 6'14"36 | Stati Uniti Emily Regan Tessa Gobbo Zsuzsanna Francia Adrienne Martelli                                                                                    | 6'20"69 | Cina Tian Miao Min Zhang Sihui He Huan Zhang                                                   | 6'23"32 |
| Quattro di coppia              | Germania Carina Baer Julia Lier Annekatrin Thiele Lisa Schmidla                                                                                        | 6'06"84 | Cina Xiaoxing Shen Yang Lyu Yan Jiang Xinyue Zhang | 6'10"51 | Stati Uniti Tracy Eisser Olivia Coffey Grace Latz Felice Mueller                               | 6'12"03 |
| Otto                           | Stati Uniti Meghan Musnicki AmandaMandy Polk Lauren Schmetterling Grace Luczak Caroline Lind Eleanor Logan Victoria Opitz Katelin Snyder Heidi Robbins | 5'56"83 | Canada Lisa Roman Rosanne Deboef Natalie Mastracci Susanne Grainger Christine Roper Ashley Brzozowicz Cristy Nurse Leslie Thompson-Willie Lauren Wilkinson | 5'59"66 | Cina Linlin Guo Liqin Yi Qiuqiu Gao Xiaotong Cui Rui Ju Min Zhang Dan Zhang Li Zhao Huan Zhang | 6'00"52 |
| Singolo pesi leggeri           | Eveline Poleman | 7'31"31 | Aikaterini Nikolaidou | 7'31"73 | Kathleen Bertko                                                                                | 7'33"97 |
| Due di coppia pesi leggeri     | Nuova Zelanda Sophie Mackenzie Julia Edward | 6'48"56 | Canada Lindsay Jennerich Patricia Obee | 6'50"41 | Cina Wenyi Huang Dandan Pan                                                                    | 6'53"40 |
| Quattro di coppia pesi leggeri | Paesi Bassi Mirte Kraaijkamp Elisabeth Woerner Maaike Head Ilse Paulis                                                                                 | 6'15"95 | Australia Laura Dunn Sarah Pound Maia Simmonds Hannah Every-Hall                                                                                           | 6'19"54 | Germania Katrin Thona Leonie Pieper Wiebke Hein Judith Anlauf                                  | 6'22"79 |

### Gare paralimpiche
| Evento                           | Oro                                                                            | Tempo   | Argento                                                                                   | Tempo   | Bronzo                                                                                  | Tempo   |
| Singolo maschile                 | Erik Horrie                                                                    | 4'50"68 | Tom Aggar                                                                                 | 4'53"41 | Alexey Chuvaschev                                                                       | 4'58"96 |
| Singolo femminile                | Birgit Skarstein                                                               | 5'22"12 | Moran Samuel                                                                              | 5'33"86 | Liudmila Vauchok                                                                        | 5'39"10 |
| Due di coppia misto              | Ucraina Kateryna Morozova Dmytro Aleksieiev                                    | 3'28"39 | Australia Jeremy Macgrath Kathleen Murdoch                                                | 3'35"26 | Francia Guylaine Marchand Antoine Jesel                                                 | 3'36"47 |
| Due di coppia misto pesi leggeri | Australia Gavin Bellis Kathyrn Ross                                            | 4'02"55 | Francia Perle Bouge Stephane Tardieu                                                      | 4'05"11 | Brasile Josiane Lima Michel Gomes Pessanha                                              | 4'07"54 |
| Quattro con pesi leggeri misto   | Gran Bretagna Pamela Relph Grace Clough Daniel Brown James C. Fox Oliver James | 3'20"45 | Stati Uniti Jaclyn Smith Danielle Hansen Zachary Burns Richard Vandegrift Jennifer Sichel | 3'25"49 | Italia Lucilla Aglioti Valentina Grassi Tommaso Schettino Omar Airolo Giuseppe Di Capua | 3'30"39 |

## Medagliere
| Pos.   | Paese         | Oro | Argento | Bronzo | Totale |
| ------ | ------------- | --- | ------- | ------ | ------ |
| 1      | Nuova Zelanda | 6   | 2       | 1      | 9      |
| 2      | Gran Bretagna | 4   | 4       | 2      | 10     |
| 3      | Australia     | 2   | 3       | 3      | 8      |
| 3      | Germania      | 2   | 3       | 3      | 8      |
| 5      | Ucraina       | 2   | 0       | 0      | 2      |
| 6      | Stati Uniti   | 1   | 4       | 2      | 7      |
| 7      | Italia        | 1   | 2       | 1      | 4      |
| 8      | Grecia        | 1   | 1       | 0      | 2      |
| 9      | Norvegia      | 1   | 0       | 1      | 2      |
| 9      | Sudafrica     | 1   | 0       | 1      | 2      |
| 9      | Svizzera      | 1   | 0       | 1      | 2      |
| 12     | Belgio        | 1   | 0       | 0      | 1      |
| 12     | Croazia       | 1   | 0       | 0      | 1      |
| 12     | Rep. Ceca     | 1   | 0       | 0      | 1      |
| 12     | Danimarca     | 1   | 0       | 0      | 1      |
| 12     | Paesi Bassi   | 1   | 0       | 0      | 1      |
| 17     | Francia       | 0   | 3       | 1      | 4      |
| 18     | Canada        | 0   | 2       | 0      | 2      |
| 19     | Cina          | 0   | 1       | 5      | 6      |
| 20     | Polonia       | 0   | 1       | 1      | 2      |
| 21     | Israele       | 0   | 1       | 0      | 1      |
| 22     | Bielorussia   | 0   | 0       | 1      | 1      |
| 22     | Brasile       | 0   | 0       | 1      | 1      |
| 22     | Cuba          | 0   | 0       | 1      | 1      |
| 22     | Russia        | 0   | 0       | 1      | 1      |
| 22     | Turchia       | 0   | 0       | 1      | 1      |
| Totale | Totale        | 27  | 27      | 27     | 81     |